# Westdeutsches Kanalnetz

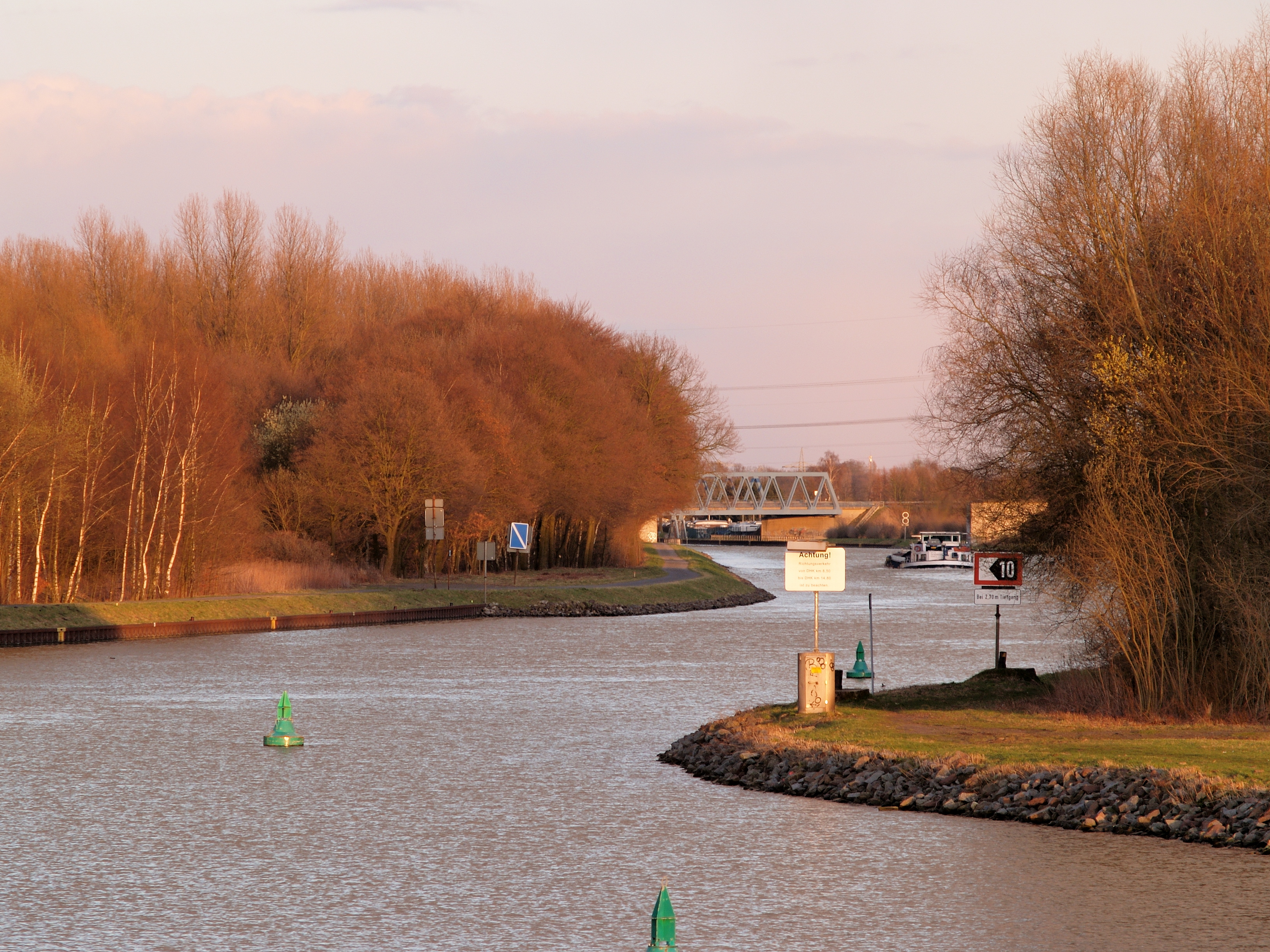
Einmündung des DHK in den DEK bei Datteln

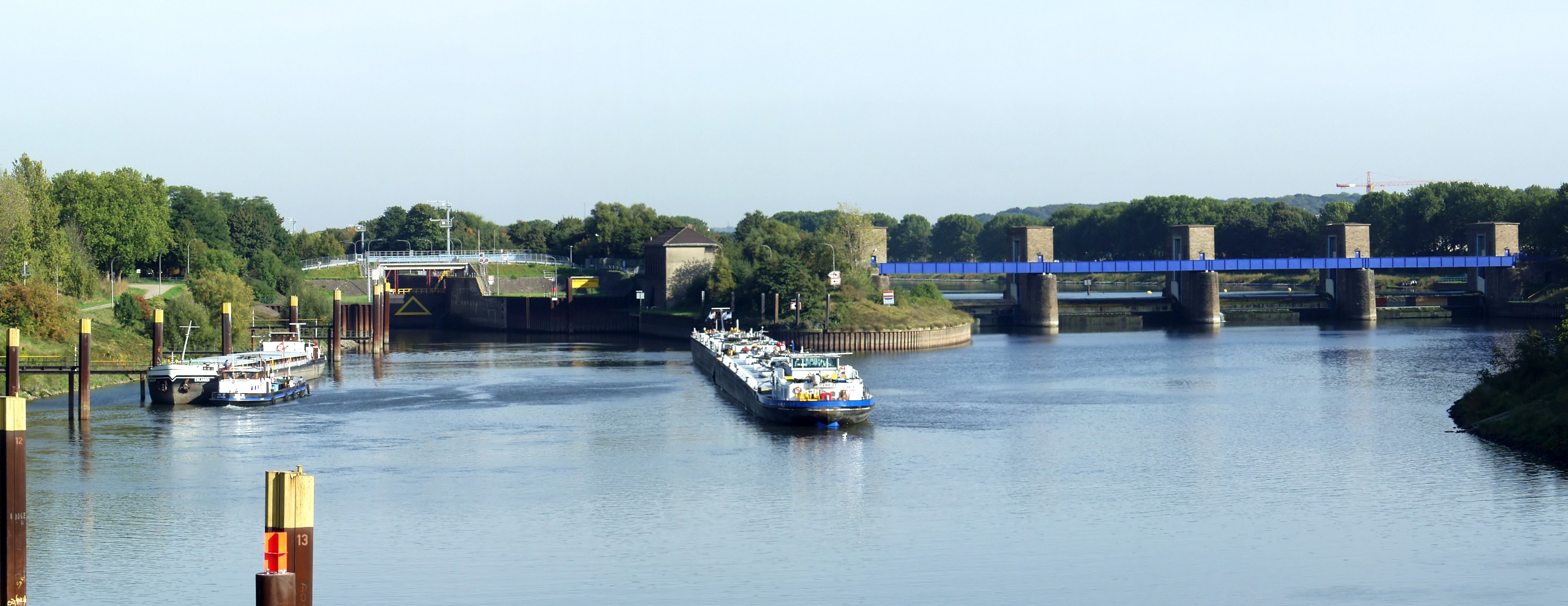
Ruhrschleuse und -wehr Duisburg

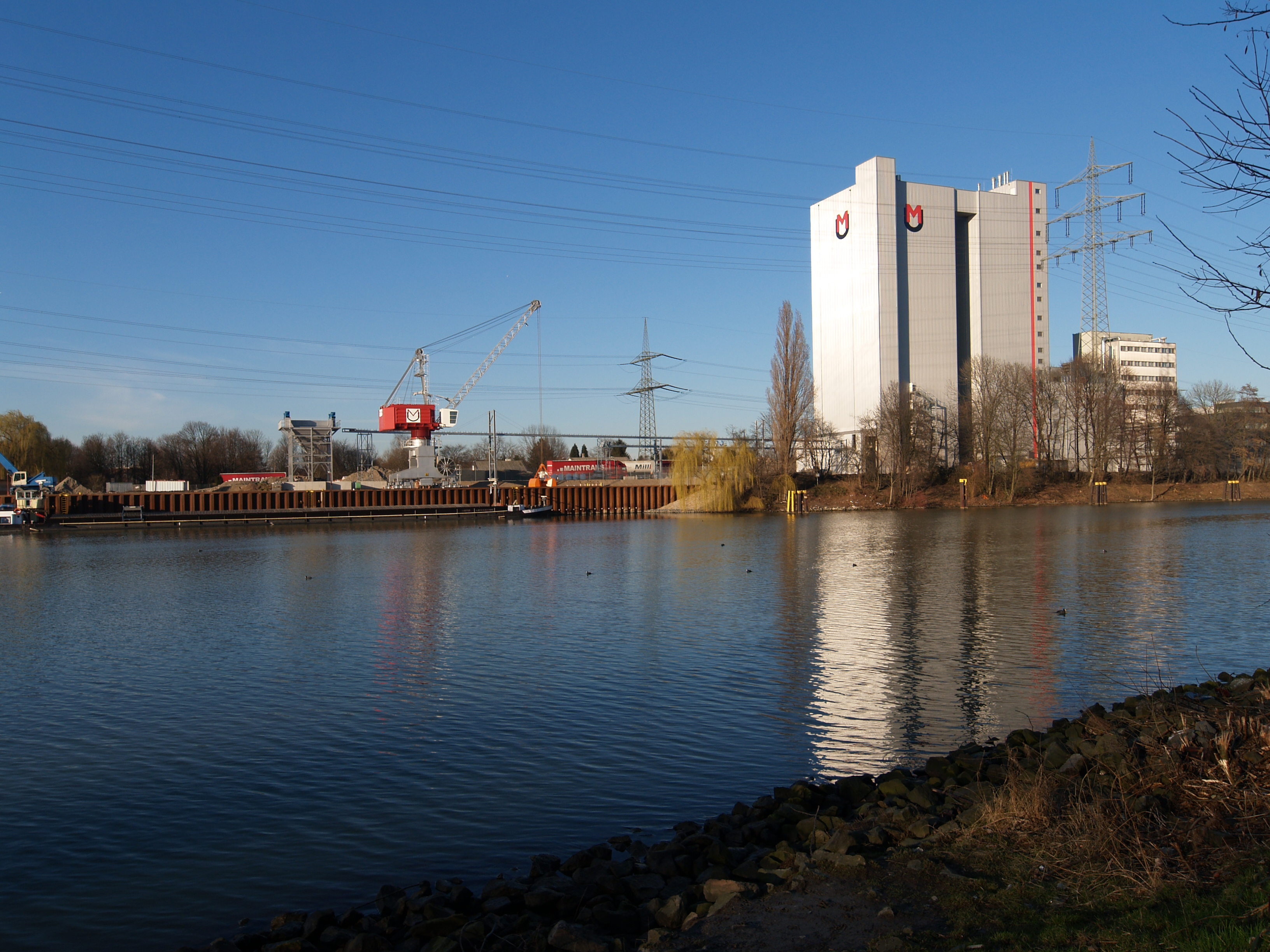
Stadthafen Recklinghausen am RHK

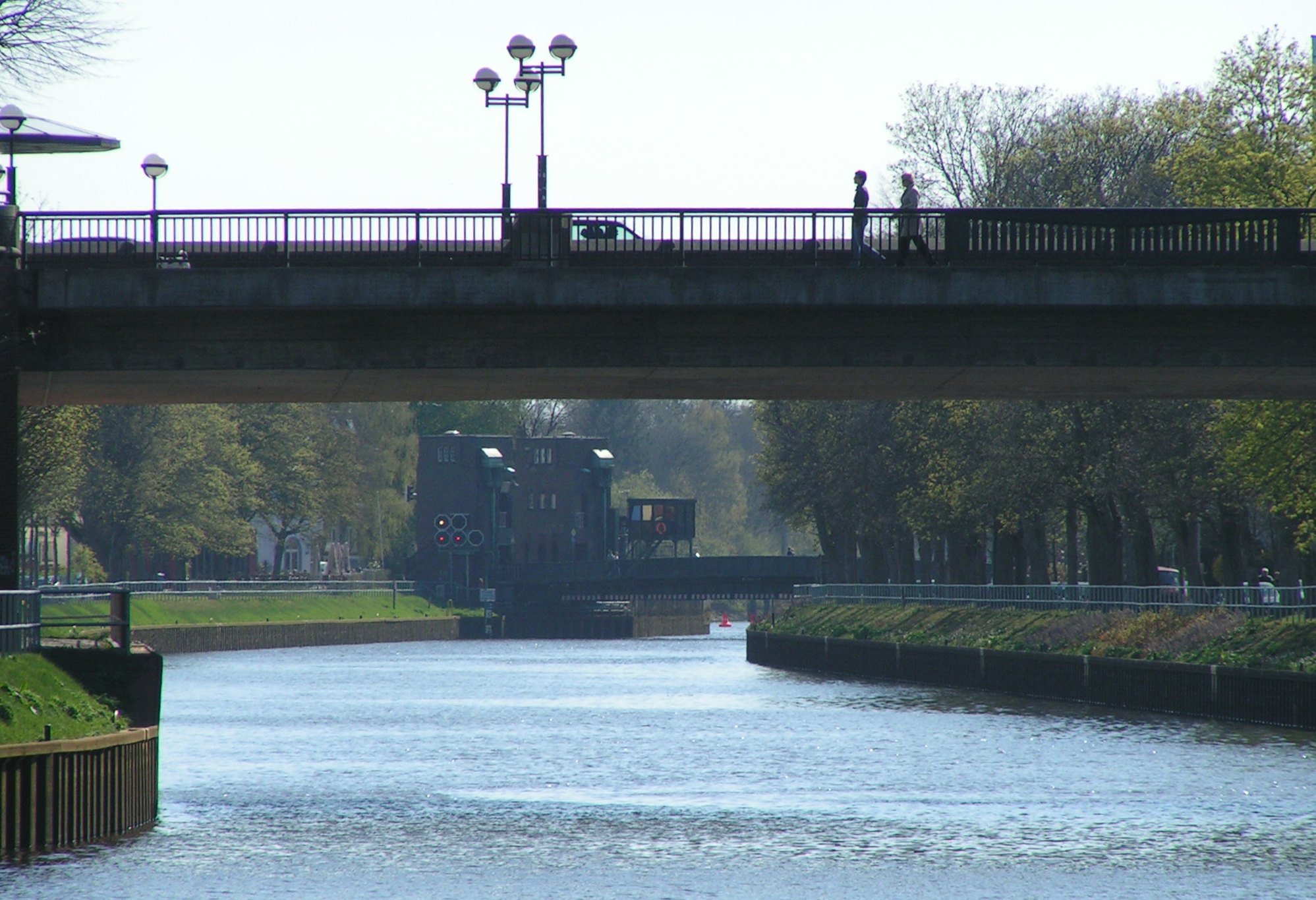
Küstenkanal in Oldenburg

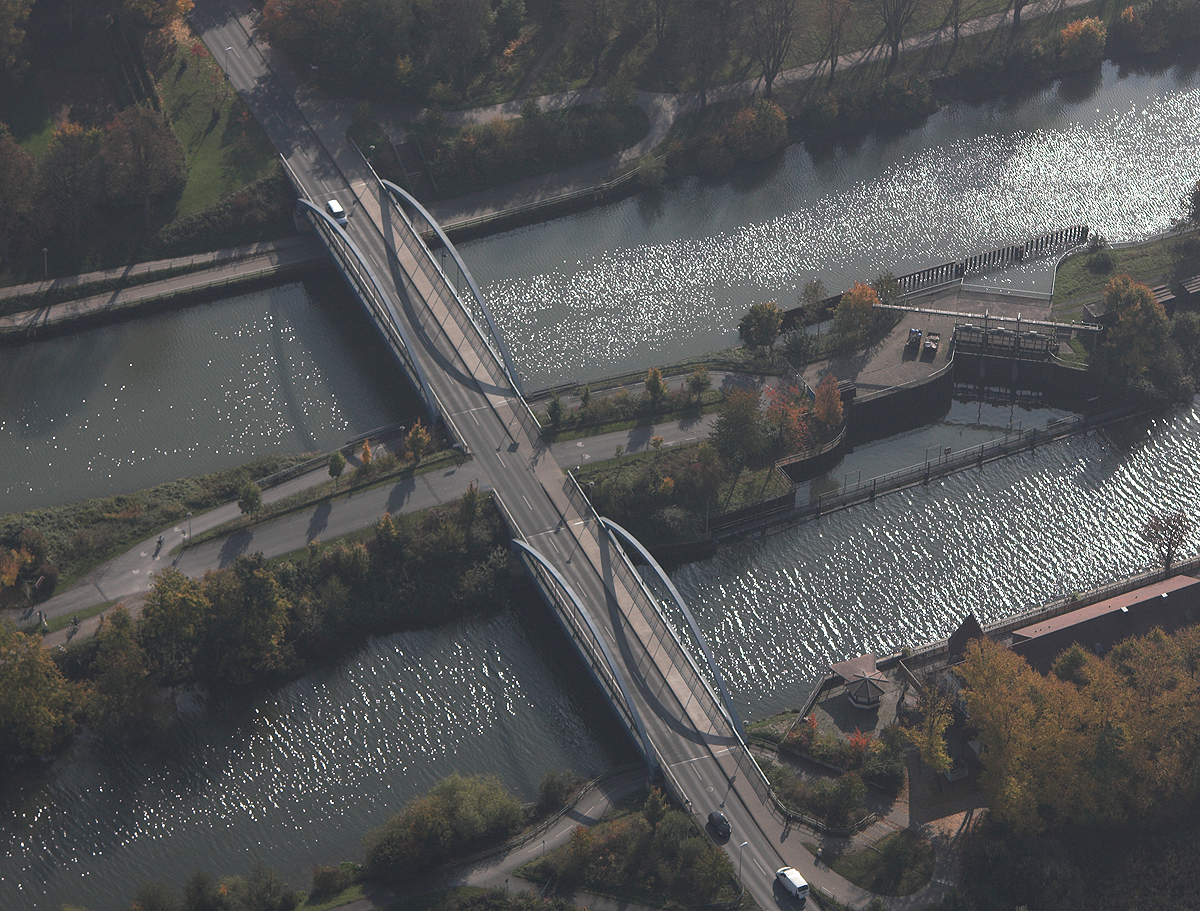
Einspeisungsbauwerk Hamm am DHK

Das Westdeutsche Kanalnetz im engeren Sinne besteht aus 447 Kilometern von Güterschiffen befahrbaren Kanälen im Ruhrgebiet und in Richtung Norden bis nach Papenburg und Oldenburg. Als Bundeswasserstraße werden die Kanäle von der Wasser- und Schifffahrtsverwaltung des Bundes verwaltet.
Die westdeutschen Kanäle verbinden die von Süd nach Nord verlaufenden Ströme Rhein, Ems, Weser und Elbe miteinander und schaffen dadurch erst ein zusammenhängendes Wasserstraßennetz für die Güterschifffahrt. Sie stellen die Verbindung zwischen den deutschen Nordseehäfen, ihrem Hinterland und dem Rheinstromgebiet her und eröffnen dem mittleren und östlichen Ruhrgebiet den Zugang zu den Nordseehäfen, zu den Rheinmündungshäfen und zum süddeutschen Raum.
Außer den im Folgenden aufgeführten Kanälen des Westdeutschen Kanalnetzes im engeren Sinne gehören zum Netz im weiteren Sinne noch der Mittellandkanal (325,32 km) und der Elbe-Seitenkanal (115,14 km) als Verbindung von und nach Hamburg.
Das Westdeutsche Kanalnetz im engeren Sinne umfasst den
- Rhein-Herne-Kanal (RHK) mit Verbindungskanal zur Ruhr mit 45,69 km
- Wesel-Datteln-Kanal (WDK) mit 59,99 km
- Datteln-Hamm-Kanal (DHK) mit 47,09 km
- Dortmund-Ems-Kanal (DEK) mit 223,45 km
- Küstenkanal (KüK) mit Stichkanal Dörpen mit 70,45 km

Der wirtschaftliche Schwerpunkt dieses Kanalnetzes liegt im Industriegebiet zwischen Ruhr und Lippe. Auf den Kanälen werden regelmäßig zwischen 15 % und 20 % des Güterverkehrs der deutschen Wasserstraßen bewegt.
Seit dem Jahr 2020 liegt die Zuständigkeit des Kanalnetzes beim Wasserstraßen- und Schifffahrtsamt Westdeutsche Kanäle – der ehemaligen Ämter in Duisburg und Rheine.
| Güterbeförderung auf den westdeutschen Kanälen in 1.000.000 Tonnen |       |       |       |       |       |       |
|                                                                    | 2019  | 2018  | 2017  | 2016  | 2015  | 2014  |
| Rhein-Herne-Kanal (Duisburg)                                       | ?     | 12,6  | 14,2  | 14,5  | 14,1  | 14,6  |
| Wesel-Datteln-Kanal                                                | ?     | 13,3  | 17,7  | 18,1  | 17,5  | 20,4  |
| Datteln-Hamm-Kanal                                                 | ?     | ?     | ?     | 8,4   | 7,7   | 8,9   |
| Dortmund-Ems-Kanal (Münster)                                       | 6,9   | 9,4   | 11,5  | 11,5  | 11,3  | 12,4  |
| Küstenkanal                                                        | 3,4   | 3,1   | 3,3   | 3,4   | 3,4   | 3,5   |
| Mittellandkanal (Anderten)                                         | 10,3  | 9,6   | 10,8  | 10,7  | 10,9  | 10,5  |
| Elbe-Seitenkanal (Uelzen)                                          | 7,9   | 8,9   | 9,5   | 9,3   | 10,4  | 10,3  |
| Vergleich: Niederrhein                                             | 141,1 | 131,9 | 150,5 | 151,2 | 151,2 | 156,4 |

Quelle:
Die Binnenschifffahrt auf den Kanälen ist fast durchgehend für Großmotorgüterschiffe mit 110 Metern Länge, 11,40 Metern Breite und 2,80 Metern Tiefgang sowie Schubverbände von 185 Metern Länge möglich. Einzig im Datteln-Hamm-Kanal existiert noch ein schmaleres Teilstück auf dem kein Begegnungsverkehr möglich ist. Derzeit erfolgt der Ausbau der Nordstrecke des Dortmund-Ems-Kanal auf das Übergroße Motorschiff mit 135 Meter Länge.
Bedeutende Bauwerke sind das Dattelner Meer als Kreuzung von DEK, DHK und WDK und die Wasserübergabe aus der Lippe in Hamm zur Speisung der Scheitelhaltung Herne - Münster des Kanalnetzes. Historische Bauten sind das Schiffshebewerk Henrichenburg von 1899 und verschiedene Kanalbrücken über Straßen oder Flüsse. Touristisch werden einige der Kanäle durch Museen, Marinas sowie Wander- und Radwege erschlossen.